# Falęcin (Papowo Biskupie)

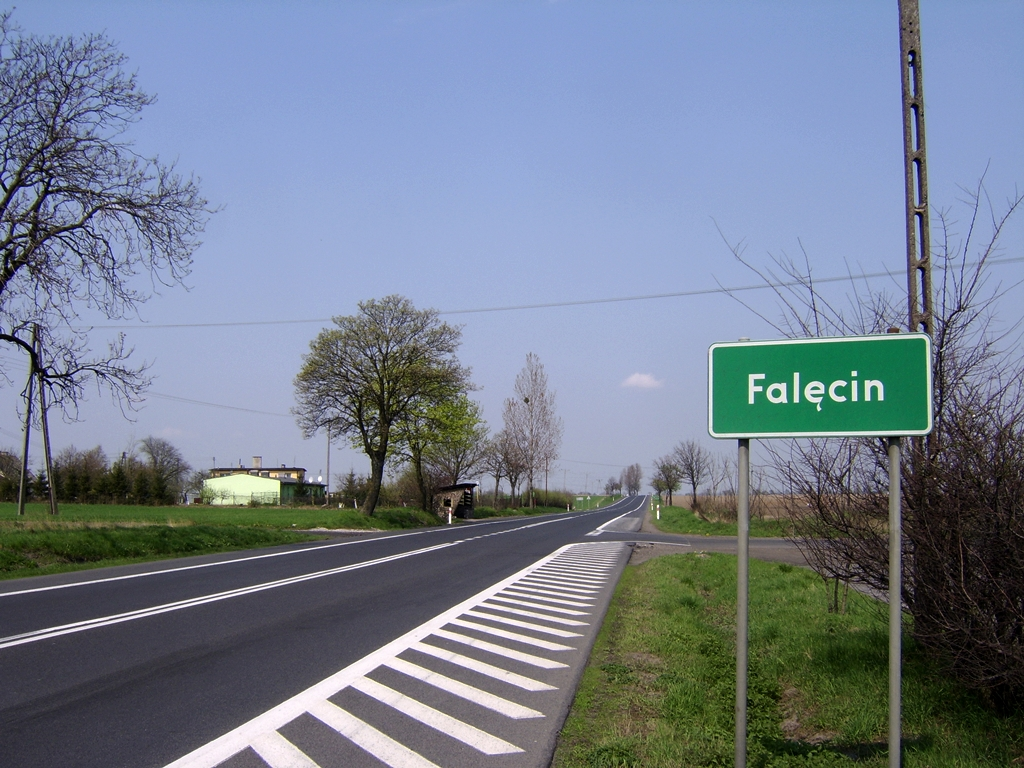
Falęcin

Falęcin (deutsch Falenczyn, 1866–1945 Dietrichsdorf) ist eines von 14 Dörfern der Landgemeinde Papowo Biskupie im Powiat Chełmiński in der Woiwodschaft Kujawien-Pommern, Polen. Es liegt an der Droga krajowa 91.